# Bursellia comata
Bursellia comata är en spindelart som beskrevs av Holm 1962. Bursellia comata ingår i släktet Bursellia och familjen täckvävarspindlar. Utöver nominatformen finns också underarten B. c. kivuensis.